# Adrian Bravi
Adrian N. Bravi (Buenos Aires, 30 aprile 1963) è uno scrittore argentino di lingua italiana. Il suo debutto in ambito letterario avviene nel 1999 con il libro in lingua spagnola Río Sauce, per poi iniziare a scrivere in italiano, lingua che adotterà per i suoi successivi romanzi, a partire da Restituiscimi il cappotto (Fernandel, 2004). Dopo aver ottenuto importanti consensi di critica con romanzi come La pelusa (Nottetempo, 2007), Sud 1982, (Nottetempo, 2008) Il riporto (Nottetempo, 2011) L'albero e la vacca (Feltrinelli, 2011), con L’inondazione (Nottetempo, 2015) l'autore si guadagna anche l'attenzione di un pubblico più ampio.

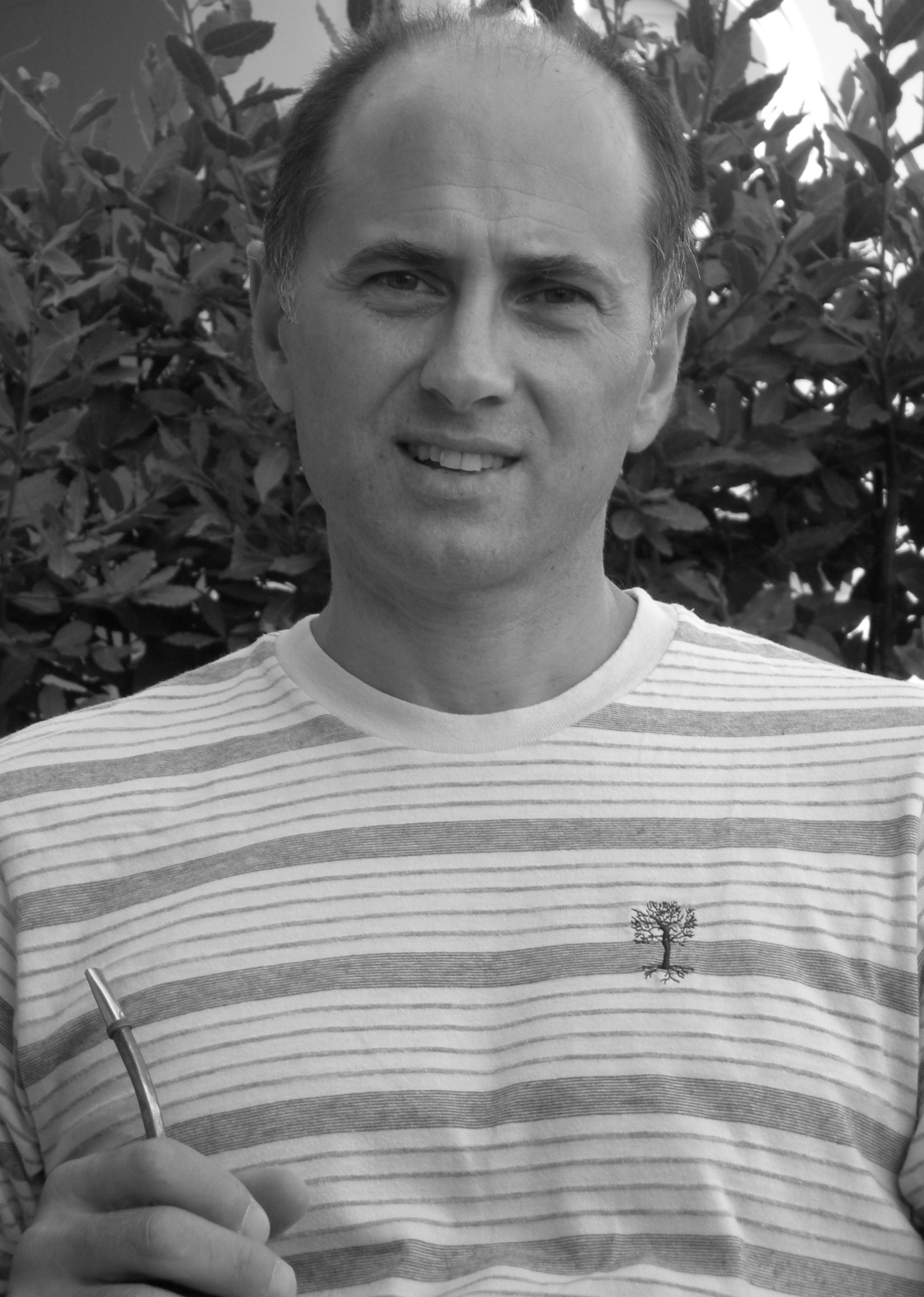
Adrian Bravi

Ai romanzi successivi come L’idioma di Casilda Moreira (Exòrma, 2019), Il levitatore (Quodlibet, 2020), Verde Eldorado (Nutrimenti, 2022) e Adelaida (Nutrimenti, 2024), si affiancano racconti come Después de la línea del Ecuador (2015) e Variazioni straniere (2015), e poi saggi come La gelosia delle lingue (EUM, 2017).

## Biografia
Adrián Nazareno Bravi è nato a San Fernando (Buenos Aires), in una casa accanto al fiume Luján che si allagava spesso per via delle inondazioni. Ha vissuto in vari quartieri di Buenos Aires e alla fine degli anni ’80 si è trasferito in Italia per proseguire i suoi studi. Si è laureato in Filosofia all'Università degli Studi di Macerata e attualmente lavora come bibliotecario presso la stessa università. Nel 1999 ha pubblicato il suo primo romanzo in lingua spagnola e dopo alcuni anni ha iniziato a scrivere in italiano. Ha pubblicato romanzi, articoli e racconti su varie riviste e antologie (il Reportage, Left, Robinson di Repubblica, L'accalappiacani, In pensiero, Crocevia, Almanacco Quodlibet, ecc.). In un suo saggio, La gelosia delle lingue, affronta con costanti raccordi autobiografici il tema dello scrivere in una lingua diversa da quella di nascita.
Ha tradotto in spagnolo alcune poesie di Primo Levi (Primo Levi, Hora incierta) nella rivista Mitzva: resvista de cultura, Buenos Aires, maggio 2000, n. 10; ha tradotto anche alcune poesie di Arturo Carrera, Notte e giorno (tratte dal libro Noche y día, editore Losada), uscite nella rivista In pensiero: Arti e linguaggi del presente, Roma, editore Squilibri, luglio/dicembre, n. 4, 2010. Insieme a Marino Magliani ha tradotto all’italiano un romanzo di Fabio Morábito, Emilio, los chistes y la muerte (editore Anagrama), con il titolo italiano: Nessun nome per Emilio, per l’editore Exòrma, 2021, nella collana: Quisiscrivemale.
I suoi libri sono stati tradotti in inglese, in francese, in spagnolo e in arabo.
Vive a Recanati.

## Riconoscimenti
- 2008: vincitore del premio Popoli in cammino[4]  con Sud 1982.
- 2011: finalista al Premio letterario Giovanni Comisso  con Il riporto.
- 2012: selezione alla prima edizione del Premio Bookciak Azione![5]  con Il riporto (il cortometraggio di Andrea Papini ispirato al romanzo Il riporto ha vinto la prima edizione del Premio Bookciak Azione! 2012[6]).
- 2014: vincitore del Premio Nazionale di Narrativa Bergamo con L’albero e la vacca.
- 2014: vincitore del premio Testo in cerca di regista, associato ai Premi David di Donatello con L’albero e la vacca.
- 2020: finalista al Premio letterario Giovanni Comisso  con Il levitatore.
- 2022: terzo classificato al Premio Letterario Internazionale Casinò di Sanremo - Antonio Semeria (sezione narrativa) con Verde Eldorado.
- 2023: selezionato nella cinquina finalista del Premio Libri a 180° di Sant'Elpidio a Mare con Verde Eldorado.
- 2024: la traduzione inglese di La gelosia delle lingue, tradotta da Victoria Offredi Poletto e Giovanna Bellesia-Contuzzi, con il titolo My Language Is a Jealous Lover (Rutgers University Press), ha vinto il premio The Massachusetts Book Awards[7] alla migliore traduzione.
- 2024: candidato al Premio Strega con Adelaida.
- 2024: finalista al premio Procida-Isola di Arturo-Elsa Morante con Adelaida.
- 2024: menzione speciale al Premio Napoli con Adelaida.
- 2024: vincitore del Premio letterario Giovanni Comisso  (sezione biografie)  con Adelaida.
- 2024: vincitore del Premio letterario Basilicata (sezione narrativa) con Adelaida.
- 2025: il 26 marzo l'Universidad Nacional argentina di Villa Maria lo ha insignito del titolo di Professore onorario[8] (Resolución Nº 49/2025 Designación Profesor Honorario).

## Opere principali
- Río Sauce, Buenos Aires, Paradiso, 1999, ISBN 9879409035.
- Restituiscimi il cappotto, Ravenna, Fernandel, 2004, ISBN 9788887433456 (con disegni di Timofej Kostin); ripubblicato dall'editore Sugaman nel 2011 in ebook.
- La pelusa, Roma, Nottetempo, 2007, ISBN 9788874521081.
- Sud 1982, Roma, Nottetempo, 2008, ISBN 9788874521494.
- The thirsty tree, Londra, Helbling Languages, 2010, ISBN 9783852727264 (illustrato da Valentina Russello).
- Il riporto, Roma, Nottetempo, 2011, ISBN 9788874522774.
- L'albero e la vacca, Milano, Feltrinelli, 2013, ISBN 9788807041013 (prima uscita della collana “Indies”, in collaborazione con Nottetempo).
- Después de la línea del Ecuador, Córdoba, Sofía cartonera (Editoriales cartoneras), 2015 (a cura di Cecilia Pacella, Silvia Cattoni e Massimo Palmieri).
- L'inondazione, Roma, Nottetempo, 2015, ISBN 9788874525614.
- Variazioni straniere (racconti), Macerata, EUM - Edizioni Università di Macerata, 2015, ISBN 9788860564368.
- Gli zoppicanti (racconto breve), Viadana, FuocoFuochino, 2016.
- Willy Rocco il bibliotecario  (racconto breve), Imola, Babbomorto, 2017.
- La gelosia delle lingue (saggi), Macerata, EUM - Edizioni Università di Macerata, 2017, ISBN 9788860565136.
- L’idioma di Casilda Moreira, Roma, Exòrma, 2019, ISBN 9788898848959.
- Il levitatore, Macerata-Roma, Quodlibet (collana: Compagnia Extra), 2020, ISBN 9788822904218.
- Quattro novelle sui rattristamenti, Macerata, Edizioni Volatili (collana: I Cervi Volanti), 2020 (con disegni di Giuditta Chiaraluce - copie limitate).
- Verde Eldorado, Roma, Nutrimenti (collana: Greenwich), 2022, ISBN 9788865949030.
- Adelaida, Roma, Nutrimenti (collana: Greenwich Extra), 2024, ISBN 9791255480396.
- La nuotatrice notturna, Roma, Nutrimenti (collana: Greenwich Extra), 2025, ISBN 9791255481164.